# Kathleen Quinlan
Kathleen Denise Quinlan (Pasadena, 19 de novembre de 1954) és una actriu estatunidenca nominada en una ocasió al premi Oscar.

## Biografia

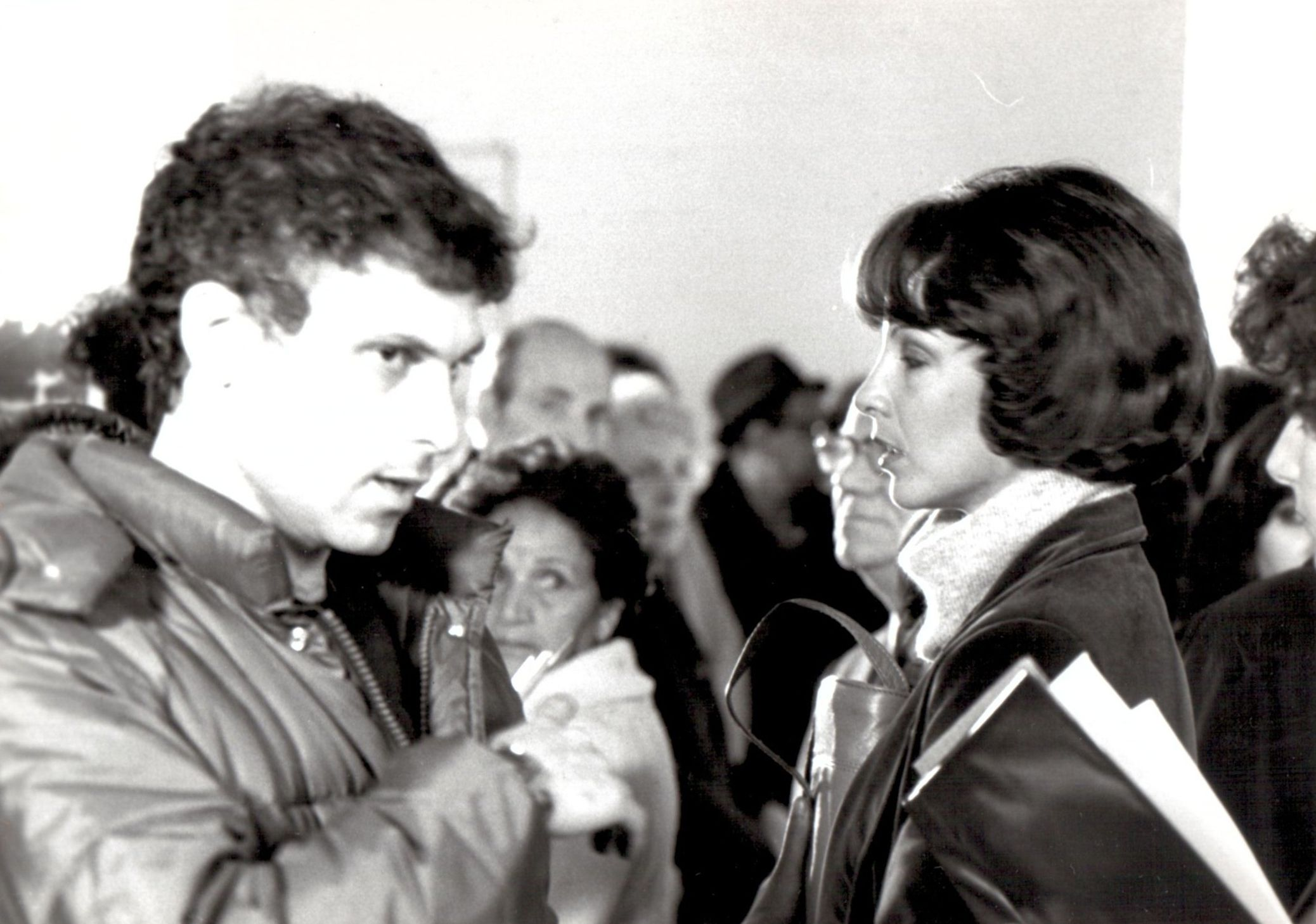
Kathleen Quinlan amb Riki Shelach (2012)

Quinlan va néixer a Pasadena (Califòrnia), filla de Robert Quinlan, director de televisió, i Josephine (Zachry), militar en la reserva. Kathleen va créixer al poble californià de Mill Valley, on va anar al Tamalpais High School i on va començar la seva carrera d'actriu. Es va casar amb el també actor Bruce Abbott el 1994, relació de la qual naixerien dos fills.
Quinlan va debutar en l'obra de George Lucas American Graffiti amb dinou anys (encara que apareixeria en una obra anterior de 1972 One is a Lonely Number però sense figurar als crèdits). Des d'aleshores, ha intervingut en gairebé cinquanta pel·lícules. Malgrat tot, els seus papers més notables són les de Deborah, una esquizofrènica a la pel·lícula I Never Promised You a Rose Garden, i el de Marilyn Lovell a Apol·lo 13, paper pel qual aconseguiria una nominació als Oscar el 1995. També és recordada per la seva interpretació de l'amant pagana Patricia Kennealy a l'obra d'Oliver Stone The Doors. Els seus treballs més recents inclouen la televisió, en capítols de House, i el film de 2007, Breach. Especial esment mereix, dins de la pantalla petita, la seva participació en la sèrie Lleis de Família en la qual va interpretar una advocada especialitzada en crisis matrimonials.

## Filmografia
- One Is a Lonely Number (1972), de Mel Stuart.
- American Graffiti (1973), de George Lucas.
- Can Ellen Be Saved? (1974), de Harvey Hart.
- Lucas Tanner (1974), de Richard Donner.
- Where Have All the People Gone (1974), de John Llewellyn Moxey.
- The Missing Are Deadly (1975), de Don McDougall.
- The Abduction of Saint Anne (1975), de Harry Falk.
- The Turning Point of Jim Malloy, de Frank D. Gilroy.
- Lifeguard (1976), de Daniel Petrie.
- Little Ladies of the Night (1977), de Marvin J. Chomsky.
- Airport '77 (1977), de Jerry Jameson.
- I Never Promised You a Rose Garden (1977), de Joanne Greenber.
- Nightmare in Blood (1978), de John Stanley.
- The Runner Stumbles (1979), de Stanley Kramer.
- The Promise (1979), de Gilbert Catis.
- Sunday Lovers (1980), de Bryan Forbes i Edouard Molinaro.
- She's in the Army Now (1981), de Hy Averback.
- Hanky Panky (1982), de Sidney Poitier.
- Independence Day (1983), de Robert Mandel.
- Twilight Zone: The Movie (1983), de Joe Dante, John Landis, George Miller i Steven Spielberg.
- The Last Winter (1984), de Riki Shelach Nissimoff.
- When She Says No (1984), de Paul Aaron.
- Blackout (1985), de Douglas Hickox.
- Alerta: Virus mortal (Warning Sign) (1985), de Hal Barwood.
- Children of the Night (1985), de Robert Markowitz.
- Man Outside (1986), de Mark Stouffer.
- Salvatge Kid (Wild Thing) (1987), de Max Reid.
- Dreams Lost, Dreams Found (1987), de Willi Patterson.
- Sunset (1988), de Blake Edwards.
- Clara's Heart (1988), de Robert Mulligan.
- Trapped (1989), de Fred Walton.
- The Operation (1990), de Thomas J. Wright.
- The Doors (1991), d'Oliver Stone.
- Strays (1991), de John McPherson.
- An American Story (1992), de John Gray.
- Stolen Babies (1993), d'Eric Laneuville.
- Last Light (1993), de Kiefer Sutherland.
- Trial By Jury (1994), de Heywood Gould.
- Apol·lo 13 (Apollo 13), de Ron Howard.
- Perfect Alibi (1995), de Kevin Meyer.
- In the Lake of the Woods (1996), de Carl Schenkel.
- Zeus and Roxanne (1997), de [George Miller].
- Breakdown (1997), de Jonathan Mostow.
- Event Horizon (1997), de Paul W. S. Anderson.
- Innocència rebel (Lawn Dogs) (1997), de John Duigan.
- My Giant (1998), de Michael Lehmann.
- A Civil Action (1998), de Steven Zaillian.
- Too Rich: The Secret Life of Doris Duke (1999), de John Erman.
- The Battle of Shaker Heights (2003), d'Efram Potelle i Kyle Rankin.
- Blessings (2003), d'Arvin Brown.
- Perfect Romance (2004), de Douglas Barr.
- The Riverman (2004), de Bill Eagles.
- El Padrí (2004), de Damian Chapa.
- The Dead Will Tell (2004), de Stephen T. Kay.
- Els turons tenen ulls (The Hills Have Eyes) (2006), d'Alexandre Aja.
- Breach (2007), de Billy Ray.
- Fourth Season (2008), de Paul Scheuring.
- La boda de la meva nòvia (Made of Honor) (2008)
- Glee (un episodi: «Born This Way», 2011)

## Premis

### Oscar
| Any  | Categoria                           | Pel·lícula | Resultat |
| ---- | ----------------------------------- | ---------- | -------- |
| 1995 | Oscar a la millor actriu secundària | Apol·lo 13 | Nominada |